# Марен Ск'єльд
Марен Ск'єльд (норв. Maren Skjøld) — норвезька гірськолижниця, олімпійська медалістка.
Бронзову олімпійську медаль Ск'єльд виборола на Пхьончханській олімпіаді 2018 року в командних змаганнях з паралельного слалому.

## Зовнішні посилання
Досьє на сайті FIS [Архівовано 28 червня 2017 у Wayback Machine.]

## Виноски
1. 1 2  International Ski and Snowboard Federation database
2. 1 2  ski-db.com
3. ↑  Прізвище спортсменки наведено в транслітерації, оскільки його звучання (щось на зразок Шьйольт) важко передати засобами української мови.
4. ↑  Mixed team results